# おのがものを取りて、行け
『おのがものを取りて、行け』（おのがものをとりて、ゆけ、Nimm, was dein ist, und gehe hin）BWV144は、ヨハン・ゼバスティアン・バッハが1724年2月6日の七旬節の礼拝のために作曲した教会カンタータ。全6曲からなり、1724年春のカンタータの中では異例の地味なオーケストレーションから、偽作説も取り沙汰されている。演奏機会が非常に少なく、耳にする機会に恵まれない作品である。

## 概要
自筆の総譜で伝承されている。他人の作品を筆写したとは思えないほど多数の訂正箇所があり、偽作説を支持する者は少ない。
144番を演奏する七旬節の礼拝では、マタイ福音書第20章1-16節の「葡萄畑の労働者の喩え」が説教主題となる。一日中働いた者にも、日暮れ前に呼び寄せた者にも、主人が等しい日当を支払ったことに対し、一日中働いた者が不平を述べる。主人は彼との契約を守りつつ、僅かでも働いてくれた者にも等しく報いたいと願ったことを打ち明けるとともに、彼の嫉妬心を厳しく諌める。この喩えは、本職の神学者にとっても解釈が難しいものであったといわれている。
テキストは不平を述べた労働者の嫉妬心をキリスト者全体に敷衍し、神の真意を信じて信仰を貫くことを要求する。この台本作者は不明。1月6日の顕現祭で演奏した65番以来、1ヶ月ぶりに冒頭に聖句を配置している。但し、翌週は再び自由詩を冒頭に置く台本に戻っている。中間にコラールをはさんで場面転換するのも、1724年春のカンタータとしては珍しい。
楽器編成が非常に限定的なのも例外的特長である。オーケストラを組むのはオーボエ2本と弦楽器・通奏低音という必要最小限のもので、ヴァイオリンやオーボエのソロもなく、ただアリア1曲にのみ、オーボエの持ち替えでオーボエ・ダ・モーレが使われる。偽作説の根拠の一つは、この地味な編成にある。しかし、144番と同じく、キリスト者の失望や嫉妬をテーマとした186番でも、同様に編成を絞り込んでいる事実があることから、資料に基づかない主観的な意見と見なされている。

### 第1曲 合唱『おのがものを取りて、行け』(Nimm, was dein ist, und gehe hin)
合唱・オーボエ2・弦楽器・通奏低音、ロ短調、2/2拍子
前奏なしでフーガが始まる。器楽はすべて合唱パートに重なって補強役に徹する。歌詞は当日朗読される福音書の第14で、不満を訴える労働者を追い払う主人の言葉である。長い音符で上下動をともなう契約の履行(Nimm, was dein ist)のフレーズに、激しく反復される追放(gehe hin)のメリスマが覆いかぶさる。フーガが進行するにつれ、契約のフレーズが追放のフレーズに埋没し、遂には追放のフレーズが長い音符に変わって不協和音を軋ませながら曲を支配する。やがて追放のフレーズは元の荒々しい姿に戻り、全パートが叫びながらフーガが終わる。

### 第2曲 アリア『憤るなかれ、愛しきキリストよ』(Murre nicht, lieber Christ)
アルト・弦楽器・通奏低音、ホ短調、3/4拍子
自らしか省みず激しく主張するキリスト者の姿を浮き彫りにしたアリア。メヌエットのリズムながら、弦楽器が重々しい和声を構成する。その下で通奏低音が「戦慄のモティーフ」と呼ばれる同音階16分音符の連打を繰り返している。また、弦楽器のメロディにもスラーがかけられ、絶望的な現状への嘆きが暗示される。アルトはイエスへの帰依を歌う。イエスを確信し充足感を得る中間部に入ると、伴奏が一転して和らぐ。

### 第3曲 コラール『神なし給う御業こそいと善けれ』(Was Gott tut, das ist wohlgetan)
合唱・オーボエ2・弦楽器・通奏低音、ト長調、4/4拍子
99番・100番をはじめ多数のカンタータに引用されているザムエル・ローディガストのコラール第1節を簡潔に和声付けしたもの。神に全幅の信頼を置き、苦難をも神からの試練として充用する決意を述べたもので、前の曲までとは打って変わって、穏やかな和声で構成されている。

### 第4曲 レチタティーヴォ『慎みの心持てる者』(Wo die Genügsamkeit regiert)
テノール・通奏低音
コラールを受けて、慎みの心を至高とみなすテノールのセッコ。淡々とした語りだが、行末はアリオーソに転じる。アリオーソ部分の歌詞は先のコラールの冒頭を引用し、旋律そのものは独自の作曲である。バッハのカンタータではあまり例を見ないが、1726年以降のカンタータでは、アリアとレチタティーヴォに同一歌詞を当ててペアにする台本が多数採用されている。

### 第5曲 アリア『忠実なれ』(Genügsamkeit)
ソプラノ・オーボエ・ダ・モーレ・通奏低音、ロ短調、4/4拍子
オーボエ・ダ・モーレをまとうアリア。軽やかに跳ねる前奏に続き、ソプラノは『忠実なれ』(Genügsamkeit)のフレーズを反復する。このフレーズは曲中で何度も反復され、生命の宝・苦難の中に見出す喜びの鍵として強調される。神からの試練さえ甘受させるものとして、ソプラノの最高音で称揚する。終盤は7回にもわたる『忠実なれ』(Genuegsamkeit)の反復で締めくくる。

### 第6曲 コラール『わが神の御心のままに』(Was mein Gott will, das g'scheh allzeit)
合唱・オーボエ2・弦楽器・通奏低音、ロ短調、4/4拍子
111番の骨子となるブランデンブルク辺境伯アルブレヒトのコラール第1節で締めくくる。譴責すら受容し、父なる神の思し召しに服従する決意を述べたコラールで、上下動の激しい厳しい和声を帯びながら、試練に耐え抜く決意を表明しつつ、不安定なフリギア終止で曲を閉じる。